# Before the Rain
Before the Rain – trzeci album studyjny brytyjskiego zespołu Eternal.

## Lista utworów
| #                                          | Tytuł                                          | Autorzy                                                                | Czas trwania |
| ------------------------------------------ | ---------------------------------------------- | ---------------------------------------------------------------------- | ------------ |
| 1.                                         | Finally                                        | Dennis Charles, Easther Bennett, Vernie Bennett                        | 3:21         |
| 2.                                         | Don't You Love Me                              | Cynthia Biggs, Carolyn Mitchell, Terence Dudley, Christopher Kellum    | 3:49         |
| 3.                                         | I Wanna Be The Only One (featuring BeBe Winans | BeBe Winans, Rhett Lawrence)                                           | 4:18         |
| 4.                                         | How Many Tears                                 | St. Paul Peterson, Oliver Leiber                                       | 4:37         |
| 5.                                         | Grace Under Pressure                           | Bruce Forest, John Themis, Beverley Skeete, Derek Green, Andy Whitmore | 4:41         |
| 6.                                         | Someday (featuring Eric Clapton)               | Alan Menken, Stephen Schwartz                                          | 4:21         |
| 7.                                         | Think About Me (featuring Basil Reynolds)      | Michelle Lewis                                                         | 4:39         |
| 8.                                         | Promises                                       | Easther Bennett, Vernie Bennett                                        | 4:07         |
| 9.                                         | I'm Still Crying                               | Nigel Lowis, Kéllé Bryan, Graham Plato                                 | 4:50         |
| 10.                                        | All My Love (featuring G-Man)                  | Nigel Lowis, Kéllé Bryan, Graham Plato                                 | 3:06         |
| 11.                                        | What Do You Mean When You                      | Vernie Bennett                                                         | 4:58         |
| 12.                                        | Why Am I Waiting                               | Easther Bennett, Harvey Mason, Jr., Robert Gerald, Denis Ingoldsby     | 4:16         |
| 13.                                        | It's Never Too Late                            | Easther Bennett                                                        | 1:14         |
| Utwory bonusowe na japońskiej edycji płyty |                                                |                                                                        |              |
| 14.                                        | 12 Months                                      | Dennis Charles, Ronnie Wilson                                          | 3:57         |
| 15.                                        | I'll Take A Pass on Love                       | Nigel Lowis, Kéllé Bryan, Graham Plato                                 | 3:57         |

## Certyfikaty i sprzedaż
| Kraj            | Certyfikat      | Najwyższa pozycja |
| --------------- | --------------- | ----------------- |
| Austria         | złota płyta     | 10                |
| Holandia        | złota płyta     | 1                 |
| Norwegia        |                 | 20                |
| Szwajcaria      | platynowa płyta | 21                |
| Szwecja         | złota płyta     | 33                |
| Wielka Brytania | platynowa płyta | 3                 |